# Цесте
Цесте (словен. Ceste) — поселення в общині Рогашка Слатина, Савинський регіон, Словенія. Висота над рівнем моря: 286,4 м.